# Садиби Валевських
Садиби Валевських було закладено протягом XVIII—XIX століть представниками потужної польської магнатської родини Валевських. Розташовані у селі Тучин та с. м. т. Гоща Гощанського району Рівненської області. Кожна з них є яскравим зразком історичних архітектурних стилів, зокрема класицизму і модерну.

## Тенденції палацово-паркового будівництва на Волині у другій половині XIX ст
Малі волинські міста, до числа яких належав Тучин, починаючи 30-х років XVIII ст., втрачають своє оборонне значення, а разом з ним і політичну роль у житті Речі Посполитої, набуваючи при цьому виключно резиденціональної функції. Формування планувально-просторової структури населеного пункту відбувалося з дотриманням певних закономірностей. Для поєднання історично складеного і сучасного для своєї епохи представницького образу міста, піднесення його престижу цілеспрямовано формувалася просторова вісь, яка сполучала нову садибу власника та стародавнє замчище, яке часто складало композиційний центр давнього поселення. Вісь об'єднувала, як правило розташовані поряд, або на протилежних берегах природного водоймища (ріки) рештки старовинних укріплень і новий ансамбль. До такого вирішення пристав архітектор Мерк, який закладав садибу у Тучині.
Садиба графів Валевських у Гощі представляла зовсім іншу архітектурну епоху і демонструвала абсолютно інші підходи до формування просторової та архітектурно-композиційної структури як ансамблю в цілому, так і його центральної будівлі. Зведення панської резиденції на околиці містечка поряд з валами колишнього замку стало вже ознакою нового часу, коли підкреслювалося не споконвічне коріння на цій землі, як це було в епоху бароко і класицизму, а, навпаки, відособлення, ізольованість від усього, що існує поза садибою, що свідчить про нові, романтичні, тенденції.
Звернення до архітектурних традицій у садибному будівництві на Волині у другій половині XIX ст. здійснювалось шляхом переоснащення житлових корпусів у стародавніх та новопридбанних вотчинних маєтках. Вважається, що поворот до історичних архітектурних стилів був зумовлений кількома факторами. По-перше, дворяни, аристократія, як найосвідченіша суспільна верства, завжди прихильно ставилися до поєднання архітектурного стилю та історії, їм «подобалося переноситися у дух іншої епохи», по-друге, романтична архітектура повинна була сприяти моральному розвиткові особистості, а через кожну особистість — відповідному розвиткові суспільства (за Фіхте — людина є переможцем, її місія — пізнання і дія, інтелектуальний і моральний розвиток).
Свідчення цього — будівництво палацового корпусу на території садиби графів Валевських у Гощі. Для створення його архітектурного образу був використаний мотив швейцарського шале із застосуванням на бічному фасаді накладного фахверку. При вирішенні вхідного блоку палацу вперше у резиденціальній архітектурі Волині цього періоду проявилися риси модерну (характерний криволінійний обрис арок накриття над терасою перед головним входом).
Зорієнтованість на захід Європи пояснювалась давньою звичкою польської аристократії переймати і запроваджувати на власному терені «новочасні» архітектурні елементи і концепції. Адже навіть після остаточного приєднання Правобережжя до Російської імперії у 1795 р. Волинь фактично залишалася під впливом польської еліти. Велике суспільне значення поляків тут було результатом їх багатства, а, отже, і впливу (у 1850 р. близько 5000 польських землевласників володіли 90 % території Правобережжя). Регіон залишався твердинею старих порядків, зберігаючи у суспільній сфері чільну роль магнатсько-шляхетського проводу, який продовжував виступати в якості основного замовника в архітектурно-будівельній діяльності.
Тому, зведення панської резиденції за міськими мурами або на периферії стає рушійною силою подальшої просторової та планувальної еволюції населеного пункту. Такі процеси відбувалися у Гощі, Новій Чарторії, Рівному, Полонному, Славуті. На межі XVIII—XIX ст. відбувся перерозполід «ваги» двох основних функціональних зон, який кардинально вплинув на композиційну схему розташування архітектурних об'єктів у межах палацово-паркового ансамблю.
Процес наростання значення ландшафтного елементу ансамблю відбувався більш інтенсивно до 1840-х років. У цей період репрезентативність, як основна риса палацово-паркових ансамблів попереднього періоду, втрачає свою роль, передпалацова парадна зона зводиться до мінімальних розмірів або втрачається зовсім. Натомість, парк виходить за рамки звичного для себе у попередні десятиліття простору, охоплюючи палацові корпуси з обох боків. Тобто, прослідковуються засадничі риси романтичного ансамблевого будівництва — рівнозначність зон і елементів резиденції, на відміну від ієрархічності, притаманної класицистичним ансамблям.
Загальна тенденція зменшення масштабів палацово-паркового будівництва у другій половині XIX ст.відповідно позначилась на Волині майже повним припиненням закладення нових парків. У цей період відбувалася активна реконструкція і розширення паркових зон. Одним із основних шляхів модернізації парків було насичення їх території, а також оранжерей значною кількістю рідкісної екзотичної дендрофлори (особливої уваги надавали особливостям природного матеріалу: формі крони, листя, цвіту, фактури кори і т. д.). Такого роду ставлення до кожного конкретного елементу провіщало прихід модерністичної естетики у волинське садово-паркове будівництво. Втіленням його стала композиція садиби графів Валевських у Гощі.

## Садиба в селі Тучин
Містечко Тучин перейшло у власність графів Валевських, зокрема Сєрадського воєводи Міхала Валевського, наприкінці XVIII ст. Протягом 80-90-х років було створено чудовий палацово-парковий ансамбль, який сучасники вважали одним з найпишніших і найдовершенішим за стилістичними характеристиками на волинських теренах. Вважається, що функціональна структура резиденції була не традиційною, а представницькою.
Так як садиба мала значні масштаби і була центром не тільки власного господарського життя, але й координувала діяльність об'єктів виробництва на території містечка і у фільварках (на той час у Тучині працювали декілька сукновалень, броварня, млин, лісопильні, десять разів на рік тут відбувались ярмарки), вирішення господарських проблем вимагало частого контакту робітників з управляючим. Ймовірно, саме з цієї причини відбулося винесення господарської (або економічної) зони перед парадною передпалацовою і формування її у вигляді локального двору. Подібну композицію зустрічаємо лише в Лабуні (Хмельницька область) та Дольську (Волинська область). У цілому ж, керуючись композиційними засадами стилю класицизму, вся парадна частина ансамблю була підпорядкована суворій осьовій симетрії. Осьовість підкреслювала і композиція палацового корпусу, який відноситься до «палладіанського» типу». Саме таке взаємне розташування палацу і офіцин, коли вони утворюють напівзамкнутий двір — курдонер, поєднуюючись між собою чвертьколистими галереями (закритими або відкритими), було дуже популярним на Волині і Речі Посполитій в цілому в другій половині XVIII ст.
Будівля тучинського палацу була знищена пожежею у 30-х роках XIX ст. У зв'язку з чим про концепцію внутрішньої композиції приміщень тучинського палацу відомостей мало. Однак, єдине відоме на сьогодні зображення будівлі в напівзруйнованому вигляді (акварель Н.Орди) свідчить, що тут уперше зустрічаємося з репрезентативним призначенням першого поверху, на відміну від палацових будинків Лабуні та Великих Межиріч (Корецьких) — ровесників палацу Валевських, де парадні апартаменти знаходились на другому поверсі. Тобто, відбувається поступовий відхід від барокового канону розташування парадних апартаментів.
У декоративному вирішенні інтер'єрів тучинського палацу застосовувалися традиційні для епохи бароко і раннього класицизму елементи: розвинуті по вертикалі акантові фризи, арабесковий орнамент, роги достатку, вінки з дубового листя, обвиті стрічками, гірлянди (подібні декорували інтер'єри палацу Стецьких у Великих Межирічах), півкулі, кесоновані у верхній частині ніші для камінів та печей; оздоблення стель квітковими розетами у місцях кріплення люстр, незаповнені площини стін — медальонами та розписами. Кольорова гама передбачала застосування в основному світлих і м'яких тонів, де переважають білий, голубий, світлозелений або їх поєднання. Не втрачає своєї актуальності позолота окремих стукових деталей, в той час як на територій Великої Польщі вказаний прийом декорування вже практично не затосовувався.
Навколо палацу був розбитий англійський парк. Відомо, що рекреація була створена на основі «старосвітського», очевидно, регулярного парку. Одну з його меж створювала річка Горинь, за якою з палацових вікон відкривались мальовничі види на околиці.
При збереженні сильної парадної функції тут рівноважною за значенням стає рекреаційна, в зв'язку з чим виникають нові співвідношення масштабів передпалацового двору та парку. Визначається чітке зонування території ансамблю: парадний простір — палац — рекреація.
Поступово змінювався підхід до трактування будинку палацу, як об'єкту, що не тільки забезпечує стабільне середовище, керує поведінкою людей, але й організовує візуальні контакти з зовнішнім середовищем. Залишаючись у комфортних умовах, людина прагне бачити відкритий ландшафт, безпосередньо відчуваючи мінливість природи. Тепер вже не архітектура палацових апартаментів знаходить своє продовження у довкіллі, а, навпаки, зовнішнє середовище розширює зону свого впливу на палацові інтер'єри, ніби вливаючись всередину. Великі дзеркала, вмонтовані у стіни парадних (бальних) зал навпроти вікон, оптично збільшували приміщення, створювали враження живих картин в інтер'єрі, що змінювалися залежно від пори року, години дня, освітлення і т. д. (подібний прийом використовували в Лабуні, Великих Межирічах, Холоневі, Романові, Самчиках).

## Садиба у Гощі
Втіленням модерністичної естетики у волинське садово-паркове будівництво стала композиція садиби гафів Валевських у Гощі.
З 1840-х років на її території починаються будівельно-реконструкційні роботи, які пов'язувались з «окультурненням» флори парку (немає ніяких відомостей про дендро-видовий склад насаджень раннього парку, але, очевидно, він був змінений практично повністю).
Основу ансамблю складає рекреація, серед зелені якої розташовується палац, зведений в кінці XIX ст. За типологічною належністю це вже не палац, а котедж, особняк із характерною для свого типу багатооб'ємністю форм і лаконізмом деталей. Корпус не розкритий на простір за межами садиби, ніяк не пов'язаний із зовнішніми об'єктами, а навпаки, відгороджений, локалізований від них парковою зеленню. Простори у садибі — камерні і поєднуються між собою вузькими алеями.
Унікальним для Волині було і розташування парку — на плоскій ділянці (не виникало необхідності підкреслення домінуючого значення архітектури). Таким чином парк було перетворено на унікальну живу колекцію екзотичних порід, збережених до наших днів: гінкго, ялина європейська, сосна чорна та Веймутова, дуб звичайний пірамідальний, липа широколиста (розсіченолиста форма), ясен звичайний (форма плакуча), в'яз гірський, береза жовта та інші.
Палац поміщиків Валевских, яким в 1840-х роках належав маєток в Гощі — унікальний для України. Він витриманий в стилі шале — альпійського будиночка з фахверковим фасадом і мансардним поверхом.
Шале оточене найбільшим в області периферійним парком площею близько 7 га, що починається безпосередньо біля ґанку садибного будинку. Парк заріс і здичавів, але не втратив своєї привабливості, а старі ясени і каштани (всього близько 30 видів дерев і чагарників), що обступили застаріле шале, лише підкреслюють своєрідну красу і неповторність минулої епохи.
В радянський час його південний фасад (і, частково, північний) обклали звичайною облицювальною плиткою, що перетворило маєток на ординарний будиночок соціалістичної епохи.  Довгий час у приміщенні садиби працювали райвиконком, відділ соціального забезпечення, ЗАГС, художня майстерня, контора адвокатів, міськторг. Із 1978 року  розміщувалась центральна районна бібліотека. Станом на 2018 рік будівля пустує. Є певні ознаки реставрації.

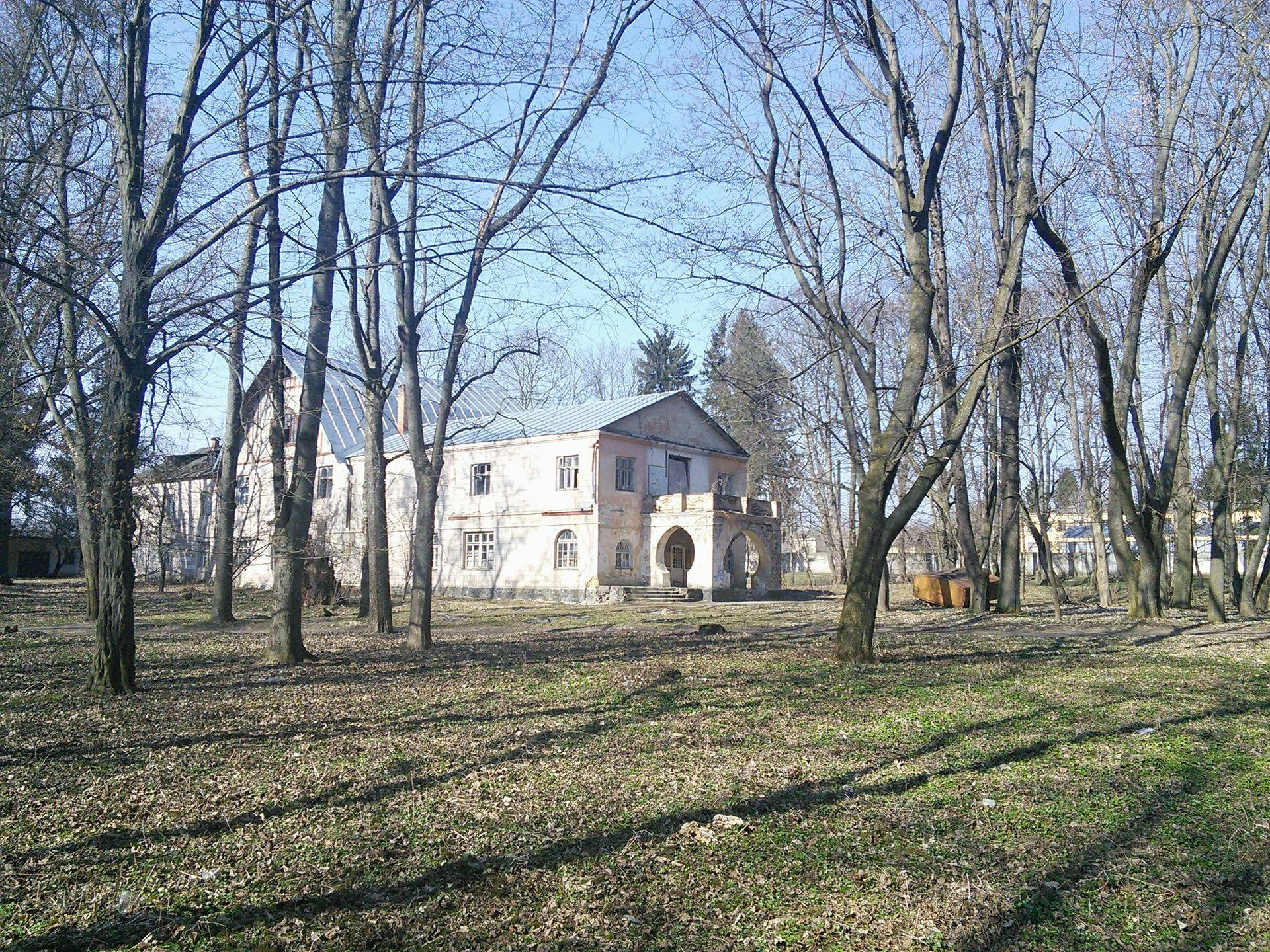
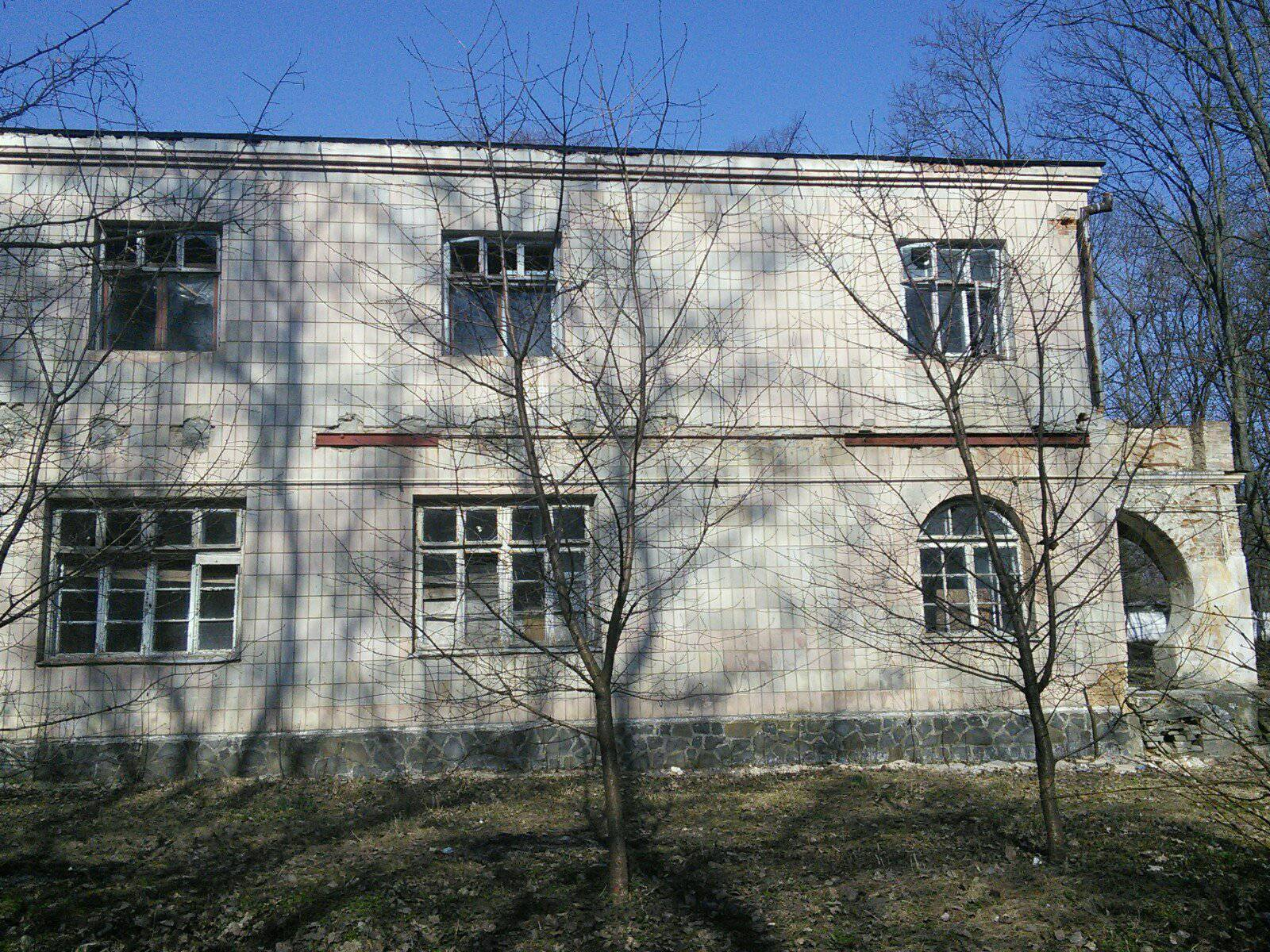
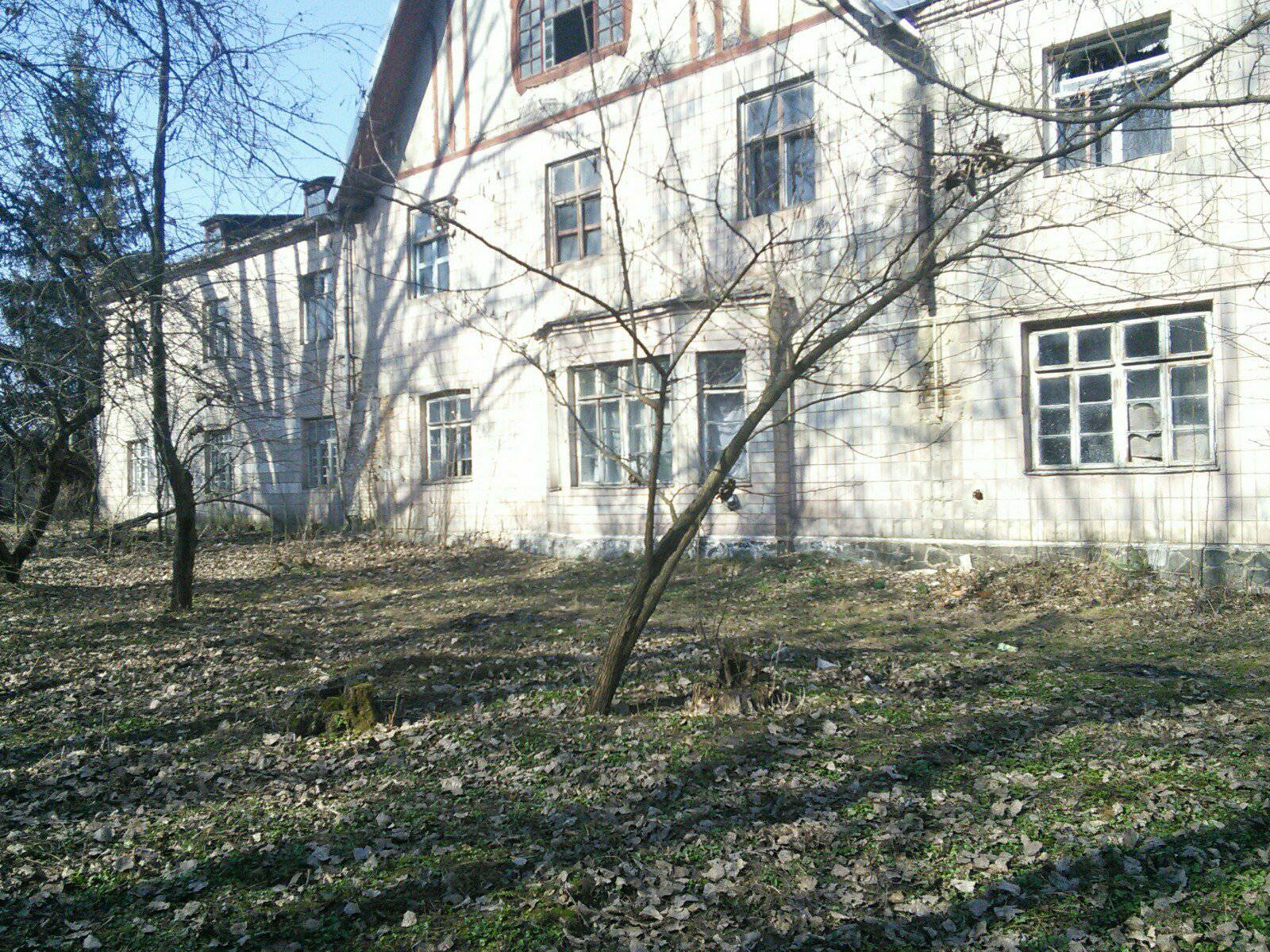
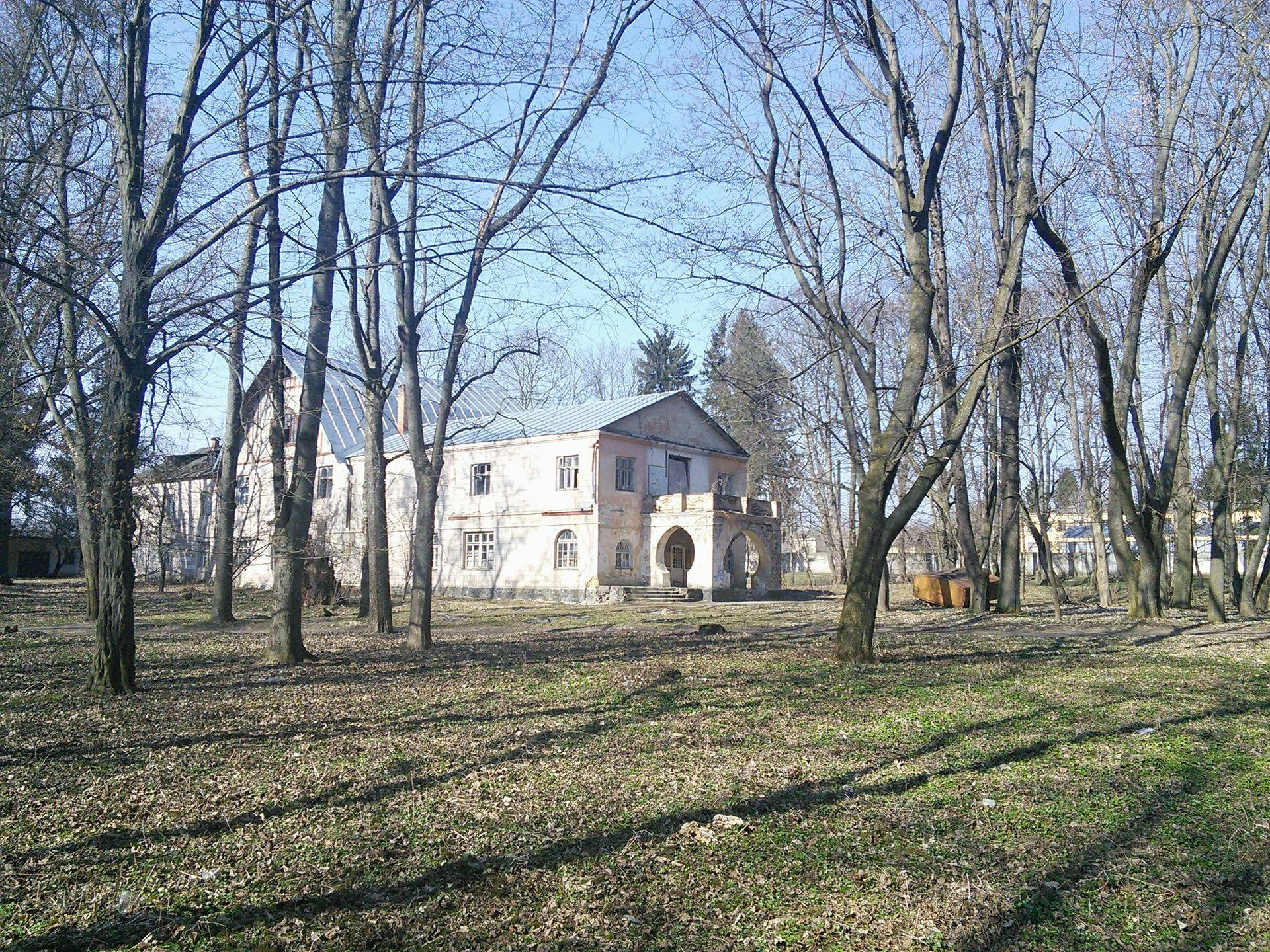
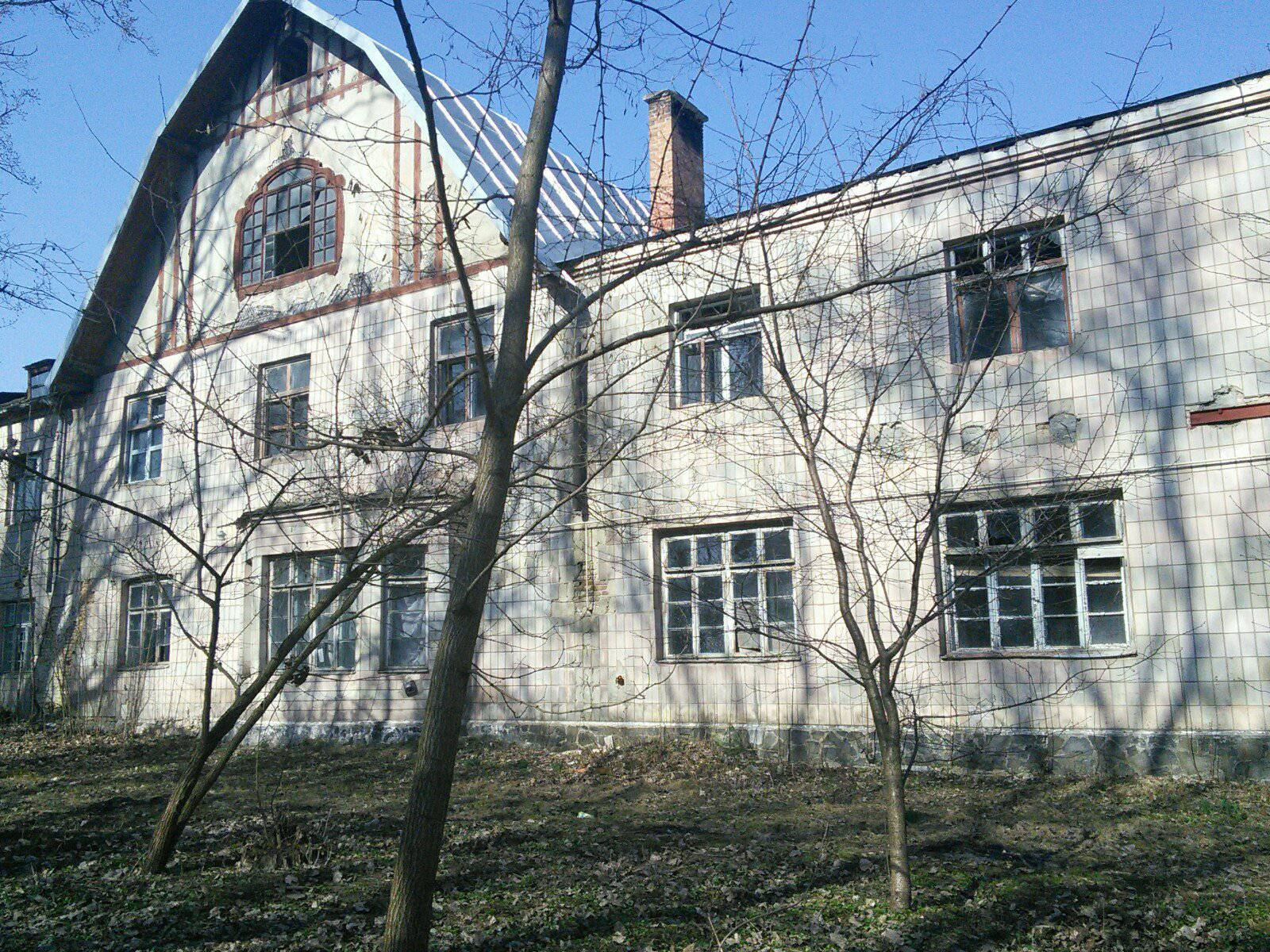
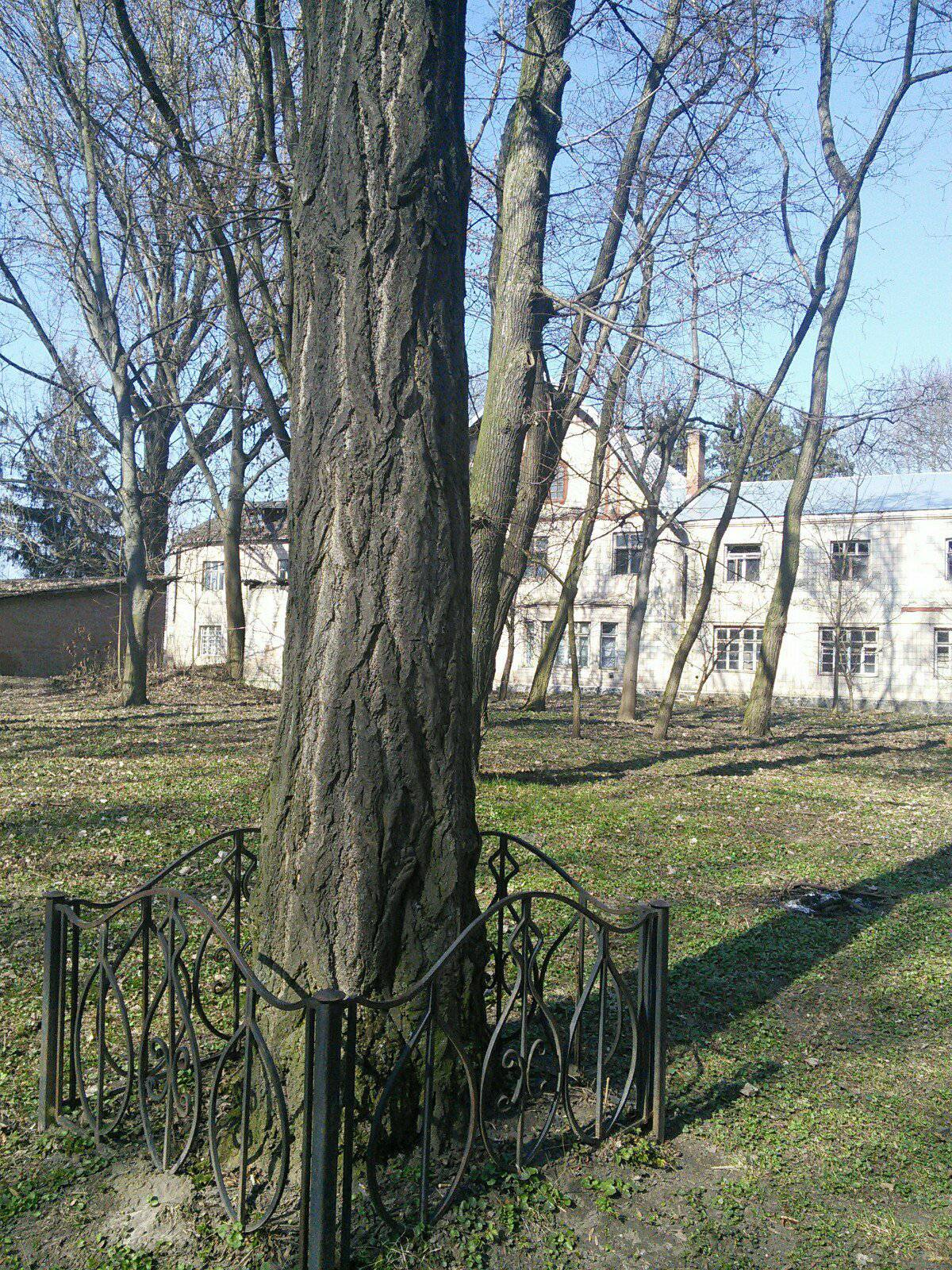